# イカさま☆タコさま
『イカさま☆タコさま』は、TBS系列で放送されていたクイズバラエティ番組である。略称は「イカタコ」。さまぁ〜ずの冠番組でもある。
当項目では、前身となる『まさかのホントバラエティー イカさまタコさま』（通称は「イカさまタコさま」）に関しても記述する。

## 概要
三村マサカズ（さまぁ〜ず）が人生初となる単独MCを務めるクイズ番組。VTRで出題される「ウソのようなホントの話」の中に混じる「イカサマ話」を、スタジオの大竹一樹（さまぁ〜ず）とゲスト解答者がそれぞれ見抜き解答し競う。番組中には、番組名にちなんだイカやタコのキャラクターが登場していた。
2011年10月12日（11日深夜）から12月20日まで、火曜23:50 - 翌0:20に放送されていたが、2012年4月18日からゴールデンタイムの水曜19:00 - 19:55枠に進出した。ゴールデン初回は、19:00 - 20:49に2時間スペシャルが放送された。ゴールデン進出に伴い、番組ロゴや構成が変更されていた。
2012年10月18日から「関口宏の東京フレンドパークII」（木曜時代）以来2年半ぶりとなる木曜20:00 - 20:54に移動、しかし2012年10月18日放送分以降、この枠は再びネットワークセールス枠に転換され、TBS系列フルネット全局で同時ネットとなった。なおローカルセールス枠は、水曜19時・20時枠に移動となった。同時に番組名も『イカさま☆タコさま』へと改題、扱うネタの内容も「親子」をターゲットに意識したものへとシフトしたが、2013年3月7日で放送終了となった。

## 出演者

### MC
- 三村マサカズ（さまぁ〜ず）
- 吉田明世（当時TBSアナウンサー） - 2012年4月放送分から

### レギュラーパネラー
- 大竹一樹（さまぁ〜ず）

### アシスタント
- 天童なこ
- 久梨栖あんこ

## 主なコーナー

### イカさま見抜きバトル
雑学などの話題が「ホント」か「イカさま」かを見抜くダウトクイズ。出題される「ウソのようなホントの話」に対し、解答者は「イカさま（ウソ）」と思う場合のみ手元のボタンを押し、「ホント」と思う場合はボタンを押さずに「スルー」する。シンキングタイムは約10秒。
最初の持ち点は10点。「イカさま」を見抜くと5点追加、「ホント」の正解を「イカさま」にすると「お手つき」として2点減点。「イカさま」を「スルー」した場合は変動がない。
ゴールデン進出からは、点数がイカの数（点数表示のモニターにキャラクターのイカが点数分表示される）になり、単位も「匹」に変更された（見抜いた場合、イカが泳いで来るが、お手付きすると、網で連れ去られる）。
最も点数が多い解答者には、トップ賞として番組特製のスワロフスキー製「イカタコストラップ」が贈呈される。特番では番組グッズの詰め合わせとなり、更に副賞の海外旅行を賭けてトラベルチャンス（後述）に挑戦できる。
答え合わせで「ホント」か「イカさま」かを発表する時、海物語シリーズのように演出（画面が泡で覆われる、画面いっぱいに魚が横切る、ホタテ貝が開いて内部が輝く（白にイカタコマークと赤パトランプ）が起きる場合がある。ほとんどは演出があると「イカさま」だが、稀に「ホント」になることもある。
「たまに混じるイカさま話を見抜け」というコンセプトである。そのため、出題VTRではイカが「この話、ホントだよ」としゃべってから始まり、正解も基本的に「ホント」が多く「イカさま」は少なめである。ゴールデン進出からは、問題の出題順や頻度は三村の裁量で決められるようになり、三村との駆け引き・読み合いも重要とされる。
深夜時代はこのコーナーのみで構成されていた。
イカさま4択
話題の真偽を見抜くのではなく、4つの噂や情報の中に1つだけ含まれている「イカさま」はどれかを選ぶ。正解なら5点追加、不正解なら2点減点。
オンリーワンを当てろ ひらめけ!ダジャレンジャー
特定の単語を使ったダジャレを特定のグループに出題し、その中で1人が答えたダジャレを当てる。書き問題で正解すれば5点追加。ただし、ダジャレのスペシャリストが考えたダジャレとかぶった場合は2点減点。
サドンデスクイズ ニッポンの3択
街頭で300人に、3択のアンケートを実施。得票数が最も多かった項目はどれかを当てる。
2時間スペシャルでは、正解なら5点追加、不正解ならこのクイズの参加権を失う。全員不正解するまで、クイズは出題され続ける。
通常放送では正解なら5点追加、不正解でも次のクイズに参加することができる。スペシャルの場合、全員不正解するまで、クイズは出題され続けるが、通常放送では、3問出題される。通常放送では、 ニッポンの3択として放送される。
トラベルチャンス イカさま漢字
特番の優勝チームが、海外旅行の副賞を賭けて挑戦。
モニターに映し出された沢山の同じ漢字の中に紛れた、似ている別の漢字1文字を見つける。10秒以内に見つけることができれば、海外旅行獲得。

### TSUTAYA イカタコ店
TSUTAYAとのコラボレーション企画。音楽や映画などの「嘘のようなホントネタ」を紹介する。出演者が「イカすボタン」を連打し、最高「50イカす」中どれだけかを評価する。採用者には「スワロフスキー製リールキーチェーン」が与えられる。

### ストック3
ゲストが普段家で使っている品物を3つスタジオに持ち込む。うち2つは本物だが、1つは「イカさま」。解答者はゲストの演技力、トークをヒントに「イカさま」を見抜く。
解答者は正解すれば番組特製「イカたこミネラルウォーター&スワロフスキー製ボトルキャップ」を、ゲストは解答者全員を騙せば「イカタコストラップ」を獲得。

### ザ・マスクマン
仮面をかぶった5人のうち、1人は仮面の顔の本人だが、残りの4人は「イカさま」。解答者は質疑応答や演技力などをヒントに「仮面の顔の本人」を当てる。

### みんなの選択 …といえば
3チームによるペア戦のクイズ。この企画では三村も大竹と共に「さまぁ〜ずチーム」として挑戦とする。ある特定のお題（「寿司ネタといえば」「AKB48のシングル曲といえば」など）を選び、その中から回答率が50%を超えると思うものを選択。それを別室にいる20 - 30代の男女100人にアンケートとして出題する。回答方法は「A（選択肢1つ目）」「B（選択肢2つ目）」「C（選択肢3つ目）」「その他」の中から自分が思い描いた答えを選択する。アンケート結果のうち、選択した物の総回答率が50%を超すことができれば成功となりポイント獲得。1つだけで50%を超えれば10ポイント、2つなら3ポイント、3つなら1ポイント獲得となる。

## 放送リスト
| 1  | 10月12日（水） （0:20 - 0:50）                                         | あびる優、平愛梨                                   |
| 2  | 10月18日                                                               | 芦名星、トリンドル玲奈                             |
| 3  | 10月25日                                                               | 福田沙紀、ユンソナ                                 |
| 4  | 11月1日                                                                | 秋元才加（AKB48）、道端アンジェリカ                |
| 5  | 11月8日                                                                | 菜々緒、あびる優                                   |
| 6  | 11月15日                                                               | ふかわりょう、小島瑠璃子                           |
| 7  | 11月22日                                                               | 平愛梨、澤山璃奈                                   |
| 8  | 11月29日                                                               | 芹那、五十嵐隼士                                   |
| 9  | 12月6日                                                                | 山田親太朗、鈴木亜美                               |
| 10 | 12月13日                                                               | 山崎樹範、AMO                                      |
| 11 | 12月20日 「衝撃&トクする! ウソの様なホントの話SP!」 （23:50 - 翌0:50） | あびる優、矢野未希子、平愛梨、山田親太朗、ユンソナ |

| 1  | 4月18日 （19:00 - 20:49） | 「もうすぐ春ですネ♪♪ ウソを見抜いてみませんか!? まさかのホント大放出SP!」 イカさま見抜きバトル「聞かなきゃよかった話」 TSUTAYAイカタコ店「ギアチェンジミュージック」 イカさま見抜きバトル「地球発!まさかのスクープ」 ストック3 〜倉科カナ編〜 | 平愛梨、益若つばさ、井森美幸、ピース、道端アンジェリカ DAIGO、木下優樹菜、ロッチ、倉科カナ                                       |
| 2  | 4月25日                   | イカさま見抜きバトル「今すぐマネしたくなる話」 TSUTAYAイカタコ店「ギアチェンジミュージック」 | ピース、小森純、あびる優、DAIGO                                                                                                  |
| 3  | 5月2日                    | イカさま見抜きバトル「今までがアホらしく思える話」 ストック3 〜香里奈編〜 | ロッチ、スピードワゴン、夏菜、福田彩乃、MEGUMI DAIGO、益若つばさ、小島瑠璃子、香里奈                                             |
| 4  | 5月9日                    | イカさま見抜きバトル「今まで勘違いしていた話」 TSUTAYAイカタコ店「ギアチェンジミュージック」 | 小島瑠璃子、柳原可奈子、MEGUMI 平成ノブシコブシ、ハライチ、益若つばさ                                                            |
| 5  | 5月16日                   | イカさま見抜きバトル「おもろいカラダの不思議」 | オードリー、ハライチ、DAIGO、井森美幸                                                                                            |
| 6  | 5月30日                   | イカさま見抜きバトル「有名人の肉親タレコミSP」 | あびる優、ピース、ドランクドラゴン、柳原可奈子                                                                                   |
| 7  | 6月13日                   | イカさま見抜きバトル「やってはいけない新事実」 | 安田美沙子、小森純、井森美幸、ロッチ                                                                                             |
| 8  | 6月27日                   | イカさま見抜きバトル「体を脅かす家の中のキケン」 | つるの剛士、ドランクドラゴン、羽野晶紀、MEGUMI                                                                                   |
| 9  | 7月11日 （19:00 - 20:49） | 「ウソのようなビンボー暮らし! 見れば10万以上トクするどん底さんのびっくり節約術SP」 イカさま見抜きバトル「10万円以上得スーパー節約術」 5人の中の本物を見抜け ザ・マスクマン                                                                    | あき竹城、井森美幸、岡本あずさ、狩野英孝 川越達也、剛力彩芽、小森純、鈴木砂羽 ハライチ、水沢エレナ、矢口真里、ロッチ、木下優樹菜 |
| 10 | 7月25日                   | イカさま見抜きバトル「夏の危険！カラダを守る6つの新事実」 | |
| 11 | 8月1日                    | イカさま見抜きバトル「1時間で10万円以上得する どん底さんに学ぶ節約術SP」 | 井森美幸、あき竹城、オードリー、ピース ＜VTR出演＞赤萩歩、赤プル、大崎まりな、川又静香                                           |
| 12 | 8月8日                    | イカさま見抜きバトル「夏休み自由研究SP 親子で楽しめる驚き台実験！」 | ジャングルポケット、井森美幸、成海璃子、 ローラ                                                                                  |
| 13 | 8月22日                   | イカさま見抜きバトル「2012年最新版 カラダの新常識SP」 | 矢口真里、ピース、羽野晶紀、井森美幸                                                                                             |
| 13 | 8月29日                   | イカさま見抜きバトル「ファミレス＆ファーストフードSP」 | ハライチ、益若つばさ、あびる優、ドーキンズ英里奈                                                                                 |
| 13 | 9月5日 (19:00 - 20:49)    | ネットの噂ウソ？ホント？検証SP イカさま見抜きバトル「ネットの噂ウソ？ホント？検証SP」 ニッポンの三択 トラベルチャンス | Buono!、D☆DATE、小島よしお、勝俣州和 羽野晶紀、井森美幸、ドーキンズ英里奈 はるな愛、つぶやきシロー、カンニング竹山               |
| 13 | 9月26日 (19:00 - 20:49)   | お引越し記念爆笑ネタ連発SP 緊急発表 イカさま見抜きバトル「お引越し記念爆笑ネタ連発SP」 ひらめけ！ダジャレンジャー みんなの選択 …といえば？ トラベルチャンス イカさま漢字                                                                      | 友近、南明奈、江川達也、杉村太蔵 あびる優、MEGUMI、ロッチ、ピース ＜VTR出演＞ヒロシ、松崎しげる、春香クリスティーン              |

| 1  | 10月18日 （19:00 - 20:49） | 世界の超巨大＆キケン動物 今夜は2時間スペシャル ヒロシがビックリ仰天inインドBEST9！ イカさま見抜きバトル「世界の超巨大＆キケン動物」                                                                    | ハライチ、ドランクドラゴン、平愛梨、大政絢 川越達也、石橋杏奈、須藤理彩 井森美幸、はるな愛、ラフルアー宮澤エマ ＜VTR出演＞ヒロシ、小出真保、佐藤唯                                    |
| 2  | 11月1日                    | イカタコフラッシュ イカさま見抜きバトル「大反響！もうダマされないぞ！ネットのウワサ検証SP第2弾」 ニッポンの三択                                                                                        | ハライチ、南沢奈央、 あびる優 ＜VTR出演＞川越達也、小野まじめ（クールポコ。）、髭男爵、長谷川恵美                                                                                     |
| 3  | 11月15日 （19:00 - 20:49） | 2時間スペシャル イカタコ調査員 トラベルチャンス イカさま漢字 | ピース、ジャングルポケット、9nine、 あびる優、敦士 ＜VTR出演＞マリカ、ドロンズ石本、AMEMIYA                                                                                           |
| 3  | 11月29日 （19:00 - 20:49） | 2時間スペシャル イカタコ調査員 トラベルチャンス イカさま漢字 | ハライチ、ドランクドラゴン、bump.y、山田親太朗、小島瑠璃子 ＜VTR出演＞ダンディ坂野、マリカ、ドロンズ石本、波田陽区、上野まな、韮澤潤一郎                                              |
| 4  | 12月13日 （19:00 - 20:49） | インドVSインドネシア ウソのようなホントの話てんこ盛り2時間スペシャル イカタコ調査員 トラベルチャンス イカさま漢字                                                                                      | ハライチ、オリエンタルラジオ、川越達也 芹那、ユージ、あびる優、ダレノガレ明美 ＜VTR出演＞ダンディ坂野、ドロンズ石本、小出真保                                                         |
| 5  | 1月24日 （19:00 - 20:49）  | 信ジラレナイ香港 2時間スペシャル イカタコ調査員「信ジラレナイ香港SP」 脅威のスピリチュアル鑑定 トラベルチャンス イカさま漢字                                                                           | ドランクドラゴン、ジャングルポケット 道重さゆみ（モーニング娘。） 田中れいな（モーニング娘。） 小森純、手島優、小島瑠璃、 MEGUMI ＜VTR出演＞佐藤仁美、ヒロシ ＜スタジオ企画出演＞CHIE |
| ６ | 2月7日                     | 摩訶不思議な沖縄＆すごいスピリチュアル女子大生スタジオ生登場スペシャル イカタコ調査員「仰天の風習が連発！佐藤仁美in沖縄！」 脅威のスピリチュアル鑑定「突然 海外に留学！人気モデル・マリエの心の内を…」 | アンガールズ、井森美幸、マリエ ＜VTR出演＞佐藤仁美 ＜スタジオ企画出演＞CHIE |
| 7  | 2月14日                    | イカタコ調査員「まさかの自然が連発！ 佐藤仁美 in 沖縄」 | ハライチ、はるな愛、あびる優、道端アンジェリカ ＜VTR出演＞佐藤仁美 |
| 8  | 2月21日                    | イカタコ調査員「常識崩壊！まさかの韓国」 | アンガールズ、芹那、井森美幸、ハリー杉山 ＜VTR出演＞坪倉由幸（我が家） |
| 9  | 2月21日                    | イカタコ調査員「まさかの常識崩壊！アジアスペシャル」 | ジャングルポケット、杉村太蔵、あびる優、北山詩織 ＜VTR出演＞ダンディ坂野、小出真保、坪倉由幸（我が家）                                                                                |

## ゴールデンタイム初期の当番組の扱い
- TBS系列では1982年開始の『そこが知りたい』からローカルセールス枠を設けている。ゴールデンタイムでの放送初期は同時ネット局であっても個別にローカル編成を組む場合がある。ただし、2時間スペシャルの場合は、下記に記載されている未放送局でも2時間（19:00 - 20:49）または1時間（裏送り版、20:00 - 20:54）のどちらかにして放送された。
- 2012年10月放送分より木曜日20時台に移動となり、全国ネットに昇格する。ただし、枠移動後は月曜19時枠がローカルセールス枠になった。

## 問題となった放送
- 2012年9月5日放送の「サドンデスクイズ ニッポンの3択」において、「福沢諭吉、新渡戸稲造、野口英世 この中で最も抱かれたくないのは誰?」というアンケートに女性300人が回答するという内容だったが、放送後に視聴者から「偉人を侮辱している」などの苦情がBPOに殺到した。[6]

## ネット局・放送時間

### 深夜時代
| 放送対象地域 | 放送局                    | 系列    | 放送期間                       | 放送日時                     | 遅れ       |
| ------------ | ------------------------- | ------- | ------------------------------ | ---------------------------- | ---------- |
| 関東広域圏   | TBSテレビ（TBS）          | TBS系列 | 2011年10月12日 - 同年12月20日  | 火曜 23:50 - 翌0:20          | 制作局     |
| 福島県       | テレビユー福島（TUF）     | TBS系列 | 2011年10月12日 - 同年12月20日  | 火曜 23:50 - 翌0:20          | 同時ネット |
| 静岡県       | 静岡放送（SBS）           | TBS系列 | 2011年10月12日 - 同年12月20日  | 火曜 23:50 - 翌0:20          | 同時ネット |
| 石川県       | 北陸放送（MRO）           | TBS系列 | 2011年10月12日 - 同年12月20日  | 火曜 23:50 - 翌0:20          | 同時ネット |
| 熊本県       | 熊本放送（RKK）           | TBS系列 | 2011年10月12日 - 同年12月20日  | 火曜 23:50 - 翌0:20          | 同時ネット |
| 青森県       | 青森テレビ（ATV）         | TBS系列 | 2011年10月17日 - 2012年1月2日  | 月曜 23:50 - 翌0:20          | 遅れネット |
| 北海道       | 北海道放送（HBC）         | TBS系列 | 2011年10月21日 - 2012年1月6日  | 金曜 0:20 - 0:50（木曜深夜） | 遅れネット |
| 中京広域圏   | 中部日本放送（CBC）       | TBS系列 | 2011年10月27日 - 2012年1月26日 | 木曜 23:50 - 翌0:20          | 遅れネット |
| 福岡県       | RKB毎日放送（rkb）        | TBS系列 | 2011年10月28日 - 2012年1月13日 | 金曜 1:25 - 1:55（木曜深夜） | 遅れネット |
| 宮城県       | 東北放送（TBC）           | TBS系列 | 2011年10月29日 - 2012年1月14日 | 土曜 0:55 - 1:25（金曜深夜） | 遅れネット |
| 近畿広域圏   | 毎日放送（MBS）           | TBS系列 | 2011年11月3日 - 2012年1月19日  | 木曜 0:55 - 1:25（水曜深夜） | 遅れネット |
| 宮崎県       | 宮崎放送（MRT）           | TBS系列 | 2012年2月4日 - 4月14日         | 土曜 0:25 - 0:55（金曜深夜） | 遅れネット |
| 富山県       | チューリップテレビ（TUT） | TBS系列 | 2012年4月8日 - 6月17日         | 日曜 1:43 - 2:13（土曜深夜） | 遅れネット |

#### 単発放送（深夜）
| 放送対象地域 | 放送局             | 系列    | 放送日時 | 放送回                   |
| ------------ | ------------------ | ------- | --- | ------------------------ |
| 高知県       | テレビ高知（KUTV） | TBS系列 | 2011年12月13日 23:50 - 翌0:20 2011年12月20日 23:50 - 翌0:20                                                        | 第4回 第5回              |
| 長崎県       | 長崎放送（NBC）    | TBS系列 | 2012年2月12日 14:54 - 15:54 2012年4月14日 15:00 - 15:30                                                            | 第11回 第4回             |
| 山口県       | テレビ山口（tys）  | TBS系列 | 2012年4月7日 14:55 - 15:55                                                                                         | 第11回                   |
| 愛媛県       | あいテレビ（itv）  | TBS系列 | 2012年10月13日 16:54 - 17:24 2012年11月10日 16:54 - 17:24 2012年11月17日 16:54 - 17:24 2012年12月9日 15:00 - 15:30 | 第4回 第2回 第10回 第6回 |

### ゴールデン時代
不定期で単発の自社制作番組やブロックネット番組に差し替えられる場合があった。
| 放送対象地域   | 放送局                    | 放送時間           | 遅れ       |
| -------------- | ------------------------- | ------------------ | ---------- |
| 関東広域圏     | TBSテレビ（TBS）          | 水曜 19:00 - 19:55 | 制作局     |
| 北海道         | 北海道放送（HBC）         | 水曜 19:00 - 19:55 | 同時ネット |
| 岩手県         | IBC岩手放送（IBC）        | 水曜 19:00 - 19:55 | 同時ネット |
| 宮城県         | 東北放送（TBC）           | 水曜 19:00 - 19:55 | 同時ネット |
| 山形県         | テレビユー山形（TUY）     | 水曜 19:00 - 19:55 | 同時ネット |
| 福島県         | テレビユー福島（TUF）     | 水曜 19:00 - 19:55 | 同時ネット |
| 富山県         | チューリップテレビ（TUT） | 水曜 19:00 - 19:55 | 同時ネット |
| 石川県         | 北陸放送（MRO）           | 水曜 19:00 - 19:55 | 同時ネット |
| 中京広域圏     | 中部日本放送（CBC）       | 水曜 19:00 - 19:55 | 同時ネット |
| 広島県         | 中国放送（RCC）           | 水曜 19:00 - 19:55 | 同時ネット |
| 山口県         | テレビ山口（tys）         | 水曜 19:00 - 19:55 | 同時ネット |
| 愛媛県         | あいテレビ（itv）         | 水曜 19:00 - 19:55 | 同時ネット |
| 長崎県         | 長崎放送（NBC）           | 水曜 19:00 - 19:55 | 同時ネット |
| 宮崎県         | 宮崎放送（MRT）           | 水曜 19:00 - 19:55 | 同時ネット |
| 沖縄県         | 琉球放送（RBC）           | 水曜 19:00 - 19:55 | 同時ネット |
| 福岡県         | RKB毎日放送（rkb）        | 木曜 20:00 - 20:54 | 遅れネット |
| 鹿児島県       | 南日本放送（MBC）         | 木曜 20:00 - 20:54 | 遅れネット |
| 熊本県         | 熊本放送（RKK）           | 土曜 12:10 - 13:05 | 遅れネット |
| 青森県         | 青森テレビ（ATV）         | 不定期放送         | 遅れネット |
| 山梨県         | テレビ山梨（UTY）         | 不定期放送         | 遅れネット |
| 新潟県         | 新潟放送（BSN）           | 不定期放送         | 遅れネット |
| 長野県         | 信越放送（SBC）           | 不定期放送         | 遅れネット |
| 岡山県・香川県 | 山陽放送（RSK）           | 不定期放送         | 遅れネット |
| 高知県         | テレビ高知（KUTV）        | 不定期放送         | 遅れネット |

### 全国ネット昇格後
| 放送対象地域   | 放送局                    | 系列    | 放送期間                      | 放送日時           | 遅れ       |
| -------------- | ------------------------- | ------- | ----------------------------- | ------------------ | ---------- |
| 関東広域圏     | TBSテレビ（TBS）          | TBS系列 | 2012年10月18日 - 2013年3月7日 | 木曜 20:00 - 20:54 | 制作局     |
| 北海道         | 北海道放送（HBC）         | TBS系列 | 2012年10月18日 - 2013年3月7日 | 木曜 20:00 - 20:54 | 同時ネット |
| 青森県         | 青森テレビ（ATV）         | TBS系列 | 2012年10月18日 - 2013年3月7日 | 木曜 20:00 - 20:54 | 同時ネット |
| 岩手県         | IBC岩手放送（IBC）        | TBS系列 | 2012年10月18日 - 2013年3月7日 | 木曜 20:00 - 20:54 | 同時ネット |
| 宮城県         | 東北放送（TBC）           | TBS系列 | 2012年10月18日 - 2013年3月7日 | 木曜 20:00 - 20:54 | 同時ネット |
| 山形県         | テレビユー山形（TUY）     | TBS系列 | 2012年10月18日 - 2013年3月7日 | 木曜 20:00 - 20:54 | 同時ネット |
| 福島県         | テレビユー福島（TUF）     | TBS系列 | 2012年10月18日 - 2013年3月7日 | 木曜 20:00 - 20:54 | 同時ネット |
| 山梨県         | テレビ山梨（UTY）         | TBS系列 | 2012年10月18日 - 2013年3月7日 | 木曜 20:00 - 20:54 | 同時ネット |
| 新潟県         | 新潟放送（BSN）           | TBS系列 | 2012年10月18日 - 2013年3月7日 | 木曜 20:00 - 20:54 | 同時ネット |
| 長野県         | 信越放送（SBC）           | TBS系列 | 2012年10月18日 - 2013年3月7日 | 木曜 20:00 - 20:54 | 同時ネット |
| 静岡県         | 静岡放送（SBS）           | TBS系列 | 2012年10月18日 - 2013年3月7日 | 木曜 20:00 - 20:54 | 同時ネット |
| 富山県         | チューリップテレビ（TUT） | TBS系列 | 2012年10月18日 - 2013年3月7日 | 木曜 20:00 - 20:54 | 同時ネット |
| 石川県         | 北陸放送（MRO）           | TBS系列 | 2012年10月18日 - 2013年3月7日 | 木曜 20:00 - 20:54 | 同時ネット |
| 中京広域圏     | 中部日本放送（CBC）       | TBS系列 | 2012年10月18日 - 2013年3月7日 | 木曜 20:00 - 20:54 | 同時ネット |
| 近畿広域圏     | 毎日放送（MBS）           | TBS系列 | 2012年10月18日 - 2013年3月7日 | 木曜 20:00 - 20:54 | 同時ネット |
| 鳥取県・島根県 | 山陰放送（BSS）           | TBS系列 | 2012年10月18日 - 2013年3月7日 | 木曜 20:00 - 20:54 | 同時ネット |
| 岡山県・香川県 | 山陽放送（RSK）           | TBS系列 | 2012年10月18日 - 2013年3月7日 | 木曜 20:00 - 20:54 | 同時ネット |
| 広島県         | 中国放送（RCC）           | TBS系列 | 2012年10月18日 - 2013年3月7日 | 木曜 20:00 - 20:54 | 同時ネット |
| 山口県         | テレビ山口（tys）         | TBS系列 | 2012年10月18日 - 2013年3月7日 | 木曜 20:00 - 20:54 | 同時ネット |
| 愛媛県         | あいテレビ（itv）         | TBS系列 | 2012年10月18日 - 2013年3月7日 | 木曜 20:00 - 20:54 | 同時ネット |
| 高知県         | テレビ高知（KUTV）        | TBS系列 | 2012年10月18日 - 2013年3月7日 | 木曜 20:00 - 20:54 | 同時ネット |
| 福岡県         | RKB毎日放送（rkb）        | TBS系列 | 2012年10月18日 - 2013年3月7日 | 木曜 20:00 - 20:54 | 同時ネット |
| 長崎県         | 長崎放送（NBC）           | TBS系列 | 2012年10月18日 - 2013年3月7日 | 木曜 20:00 - 20:54 | 同時ネット |
| 熊本県         | 熊本放送（RKK）           | TBS系列 | 2012年10月18日 - 2013年3月7日 | 木曜 20:00 - 20:54 | 同時ネット |
| 大分県         | 大分放送（OBS）           | TBS系列 | 2012年10月18日 - 2013年3月7日 | 木曜 20:00 - 20:54 | 同時ネット |
| 宮崎県         | 宮崎放送（MRT）           | TBS系列 | 2012年10月18日 - 2013年3月7日 | 木曜 20:00 - 20:54 | 同時ネット |
| 鹿児島県       | 南日本放送（MBC）         | TBS系列 | 2012年10月18日 - 2013年3月7日 | 木曜 20:00 - 20:54 | 同時ネット |
| 沖縄県         | 琉球放送（RBC）           | TBS系列 | 2012年10月18日 - 2013年3月7日 | 木曜 20:00 - 20:54 | 同時ネット |

## 主要スタッフ
最終回時点のもの。
- 演出：佐藤三生
- 構成：堀田延、張眞英/内藤高淑、北本かつら、石原大二郎、生駒毅、平和紘、石田雄二郎、足立昌也、野地努
- ナレーター：真地勇志、新かな子、平井啓二
- SW：小川利行
- CAW：吉川和彦
- VE：水野博道
- AUD：加瀬悦史
- 照明：佐藤博樹
- 美術プロデューサー：杉浦仁、澁谷政史
- 美術制作：串岡良太郎
- 美術デザイナー：中川日向子、太田卓志
- 美術協力：アックス
- 装置：谷平真二
- 操作：樋口真也
- 電飾：西田和正
- 装飾：森田琴衣
- メイク：高梨裕子
- スタイリスト：村純子（さまぁ～ず担当）
- ロケ技術：港家
- 技術協力：テクノマックス、ニユーテレス、FLT
- 編集：井上達生、松本ミク
- MA：宮嶌宏道
- CG：森三平
- イラスト：中澤正弘
- リサーチ：Bリサーチ
- 音効：井澤利幸（AXL）、田村智之（クジラノイズ）
- テーマ曲：宮川拓
- TK：荒井順子
- 協力：トライナルインターナショナル、ARTISAN & ARTIST
- 編成：福田健太郎、前田麻友
- 宣伝：河野裕之
- AD：多田洋一郎、中島賢一、川岸昌嗣、五十嵐愛実
- ディレクター：小林一丈、相澤雄、大川剛史、大垣乗、三浦信一、小林恭寛、大野洋、鈴木博久、石井賢次、岩本明大
- FD：吉濱明秀
- プロデューサー：張眞英、林和夫、川岸宏彰
- 製作：YELLOW、TBS

### 過去
- 構成：村松浩介、藤本裕
- ナレーター：市川展丈、下山吉光
- TD：古川祥行、高瀬義美
- マルチ：伊藤拓也
- 美術進行：小山千香子
- 大道具：鈴木康之
- ロケ技術：ヴイ・ビジョンスタジオ
- 美術協力：フジアール
- CG：荻野崇
- イラスト：ピータン、グレートインターナショナル
- リサーチ：ノマド
- AP：又木康輔、岸本真由美、新本あじあ
- ディレクター：小林利光、薮内智子、高橋寛之、保坂彰文、藤原将人、石田利之
- 総合演出：山川ハジメ
- プロデューサー：大野勝彦

## エンディングテーマ
- Sissy 「ストロベリー」（火曜深夜枠時代）
- Kylee 「FEEL」（水曜19時枠時代）
- Fis block 「Unlimited」（水曜19時枠時代）
- Fairies 「White Angel」（木曜20時枠時代）